# وروتان (گوریس)
وروتان (گوریس) (به ارمنی: Որոտան) یک سکونتگاه مسکونی در ارمنستان است که در استان سیونیک واقع شده‌است.  در  کیلومتری جنوب کاپان، مرکز استان سیونیک واقع شده است.

## خصوصیات
وروتان ۰٫۳۱ کیلومترمربع مساحت و ۳۰۹ نفر جمعیت دارد و در ارتفاع  متر بالاتر از سطح دریا قرار گرفته است.